# Travel Bug

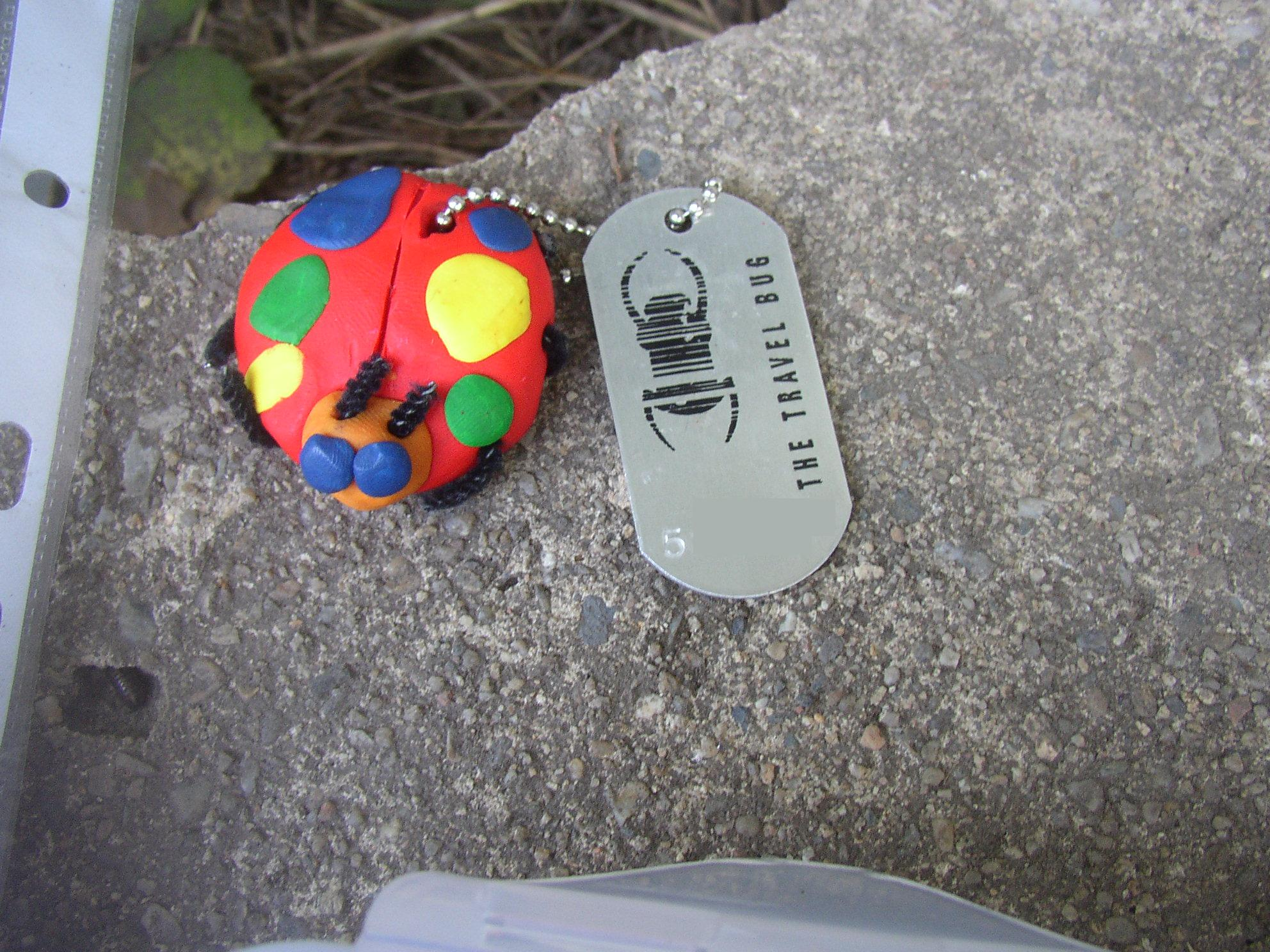
Travel Bug

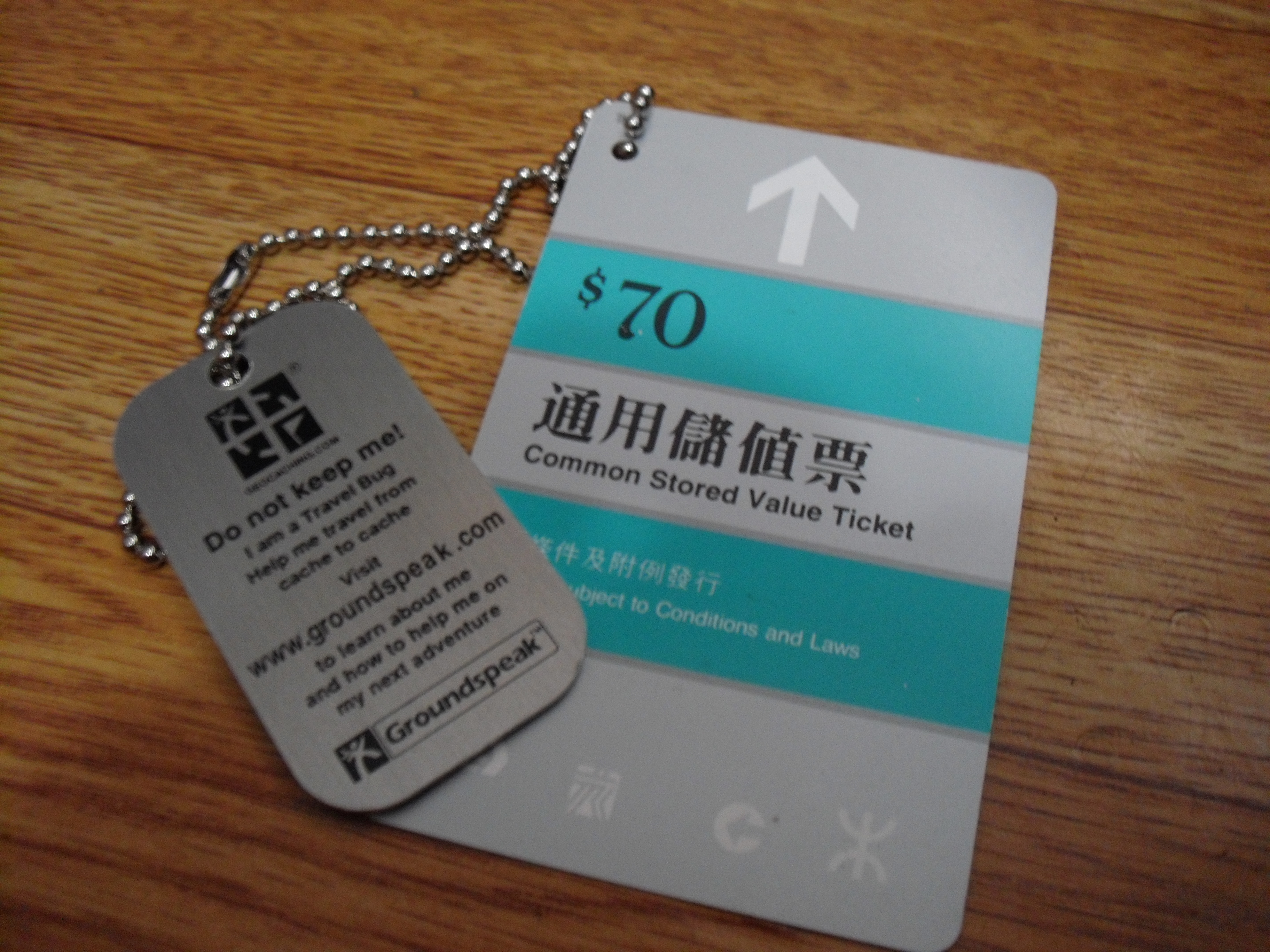
Een Travel Bug uit Hong Kong

Een Travel Bug is een voorwerp met een geregistreerd nummer dat gebruikt wordt bij Geocaching. De vrije vertaling van Travel Bug is "Reiskever". Dit dekt de lading van een Travel Bug: hij wordt namelijk van "schat" (cache) naar "schat" verplaatst, waarbij zijn reisverslag op internet wordt bijgehouden. Elke Travel Bug heeft zijn eigen unieke identificatiecode (Travel Bug ID) en logcode (Tracking ID). Als een Geocacher ("schatzoeker") een cache vindt met een Travel Bug dan kan de vondst op geocaching.com gemeld worden (loggen).
Veel Travel Bugs hebben een eigen missie, beschreven op hun eigen website, welke na het intypen van een van de ID-codes getoond wordt. Een Travel Bug is te helpen met zijn missie en moet dan (zoals elke Travel Bug) binnen enkele weken weer in een andere cache teruggestopt worden om de Travel Bug niet verloren te laten gaan of om de Travel Bug te lang uit het spel te houden.
Met Travel Bugs kunnen ook wedstrijden worden gespeeld. Vaak is het dan de bedoeling dat alle Travel Bugs hetzelfde doel krijgen (bijvoorbeeld zo snel mogelijk langs alle provincies). De Travel Bug die als eerste het doel heeft gehaald, krijgt een prijs, meestal in vorm van een aantal geocoins.
Travel Bugs worden bijgehouden door Groundspeak maar ondertussen zijn er ook al andere alternatieven; bijvoorbeeld Geotag Tracker en Traveller Tags.